# 纏尾鼠屬
纏尾鼠屬（学名：Andalgalomys），哺乳綱、囓齒目、倉鼠科的一屬啮齿动物，而與纏尾鼠屬同科的動物尚有阿根廷纏尾鼠屬（草地纏尾鼠）、安第斯鼠屬（安第斯鼠）、南美原鼠屬（奔原鼠）、隆鼠屬（哀隆鼠）等之數種哺乳動物。

## 下属物种
本属包括以下物种：
- Andalgalomys olrogi Williams & Mares, 1978
- Andalgalomys pearsoni (Myers, 1977)
- Andalgalomys roigi Mares & Braun, 1996